# Gronselenput

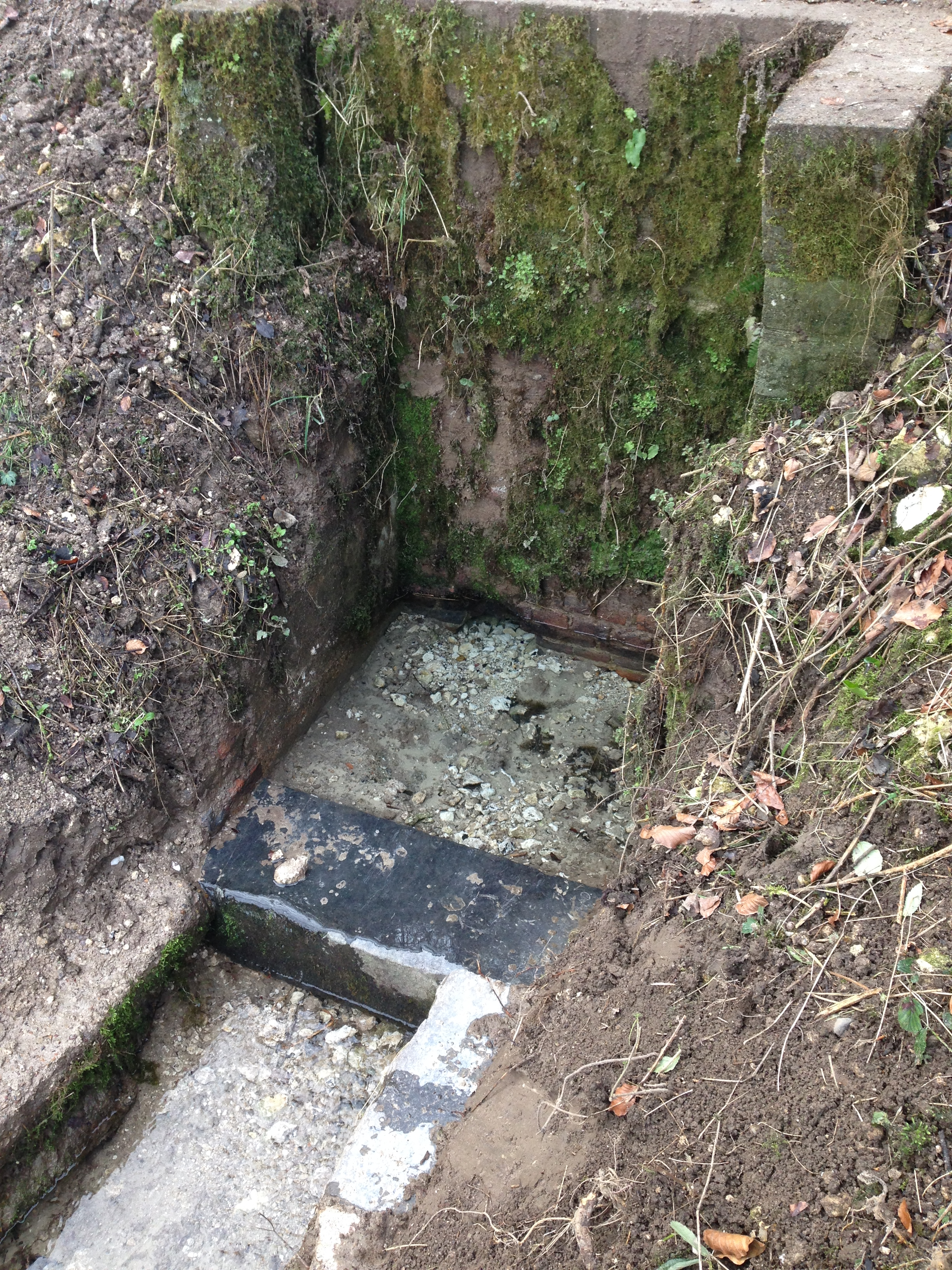
De Gronselenput, na renovatie (feb. 2015)

De Gronselenput of Gronselerput is een bron in Nederlands Zuid-Limburg in het Geuldal in de gemeente Valkenburg aan de Geul. Ze ontspringt onderaan de voet van de Keutenberg vlak bij de camping De Gronselenput direct aan de oever van de Geul. Ze ligt naast het wandelpad dat vanuit Schin op Geul naar Stokhem voert. 
Vlak bij de Gronselenput ligt de Groeve onder de Keutenberg.
Bij de Gronselenput ligt de Gronselergrub die insnijdt in het Plateau van Margraten.

## Geschiedenis
De bron werd lange tijd voor drinkwater gebruikt. Tot 1963 haalden de mensen van Keutenberg, via een steil bergpad met een hoogteverschil van 50 meter, drinkwater uit de Gronselenput.
In 1906 werd er rond de bron een muur gemetseld, waarvan in 1924 de voorzijde weer werd verwijderd omdat het problemen opleverde voor de afvoer van het water.
Tot in 1980 maakte de Geul ter hoogte van de bron een grote meander, maar die brak in dat jaar door.
In februari 2015 is de bron gerestaureerd en voorzien van een stenen trap.
In 2017 werd bij de bron een informatiebord geplaatst.

## Fotogalerij

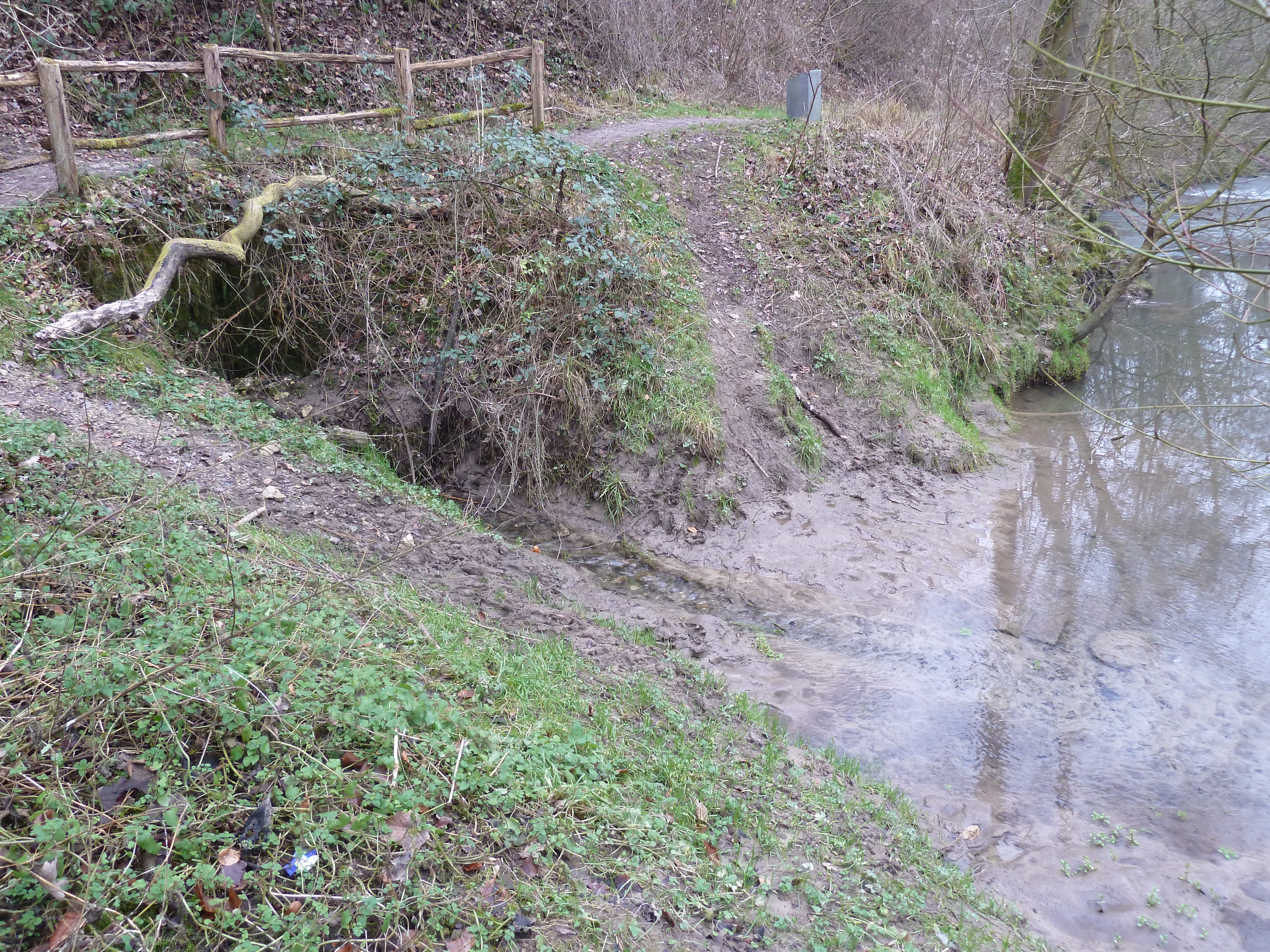
De Gronselenput, gezien vanaf de Geul
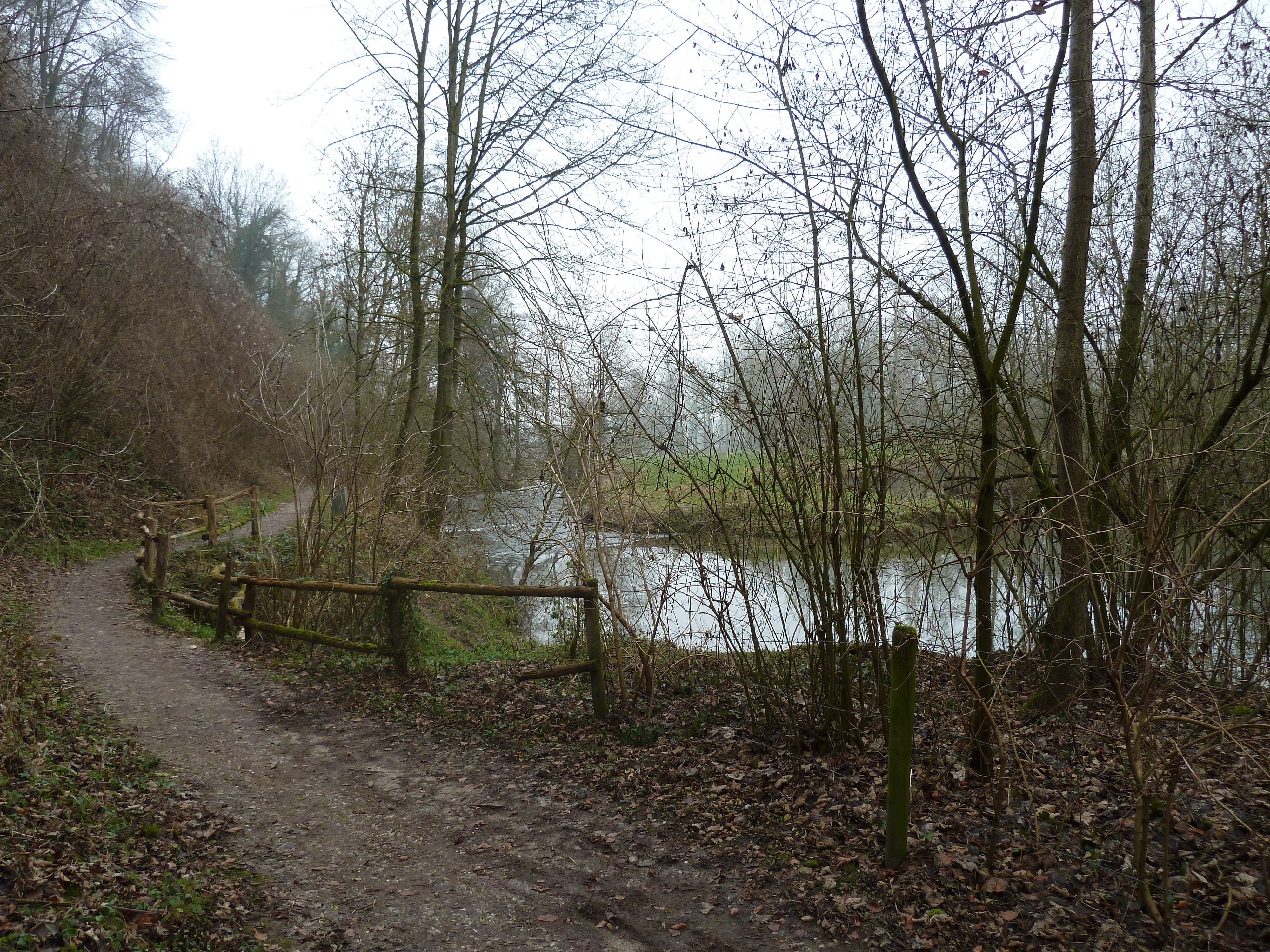
De Gronselenput, gezien vanaf de oever